# Kirigami

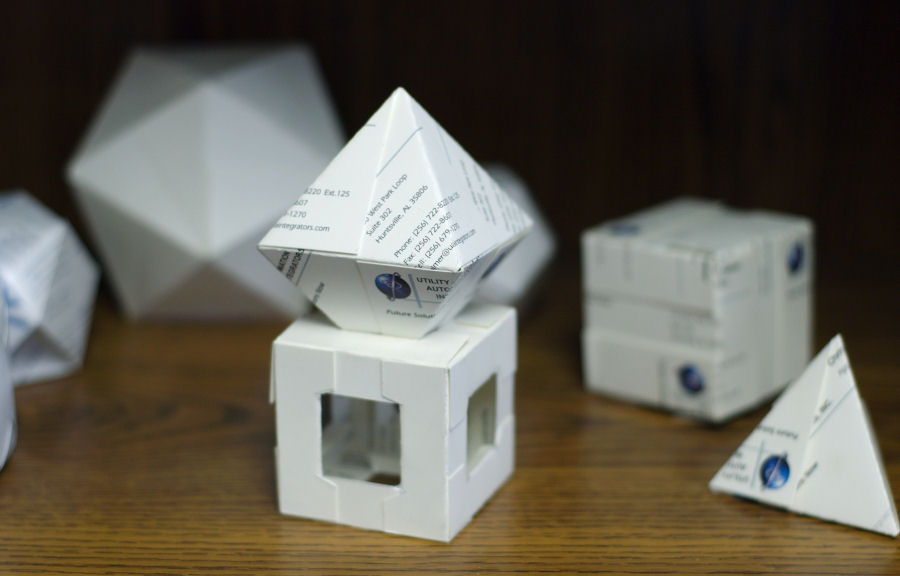
Kirigami y origami hecho con tarjetas de presentación.

El kirigami es el arte del papel recortado, así como el origami  es de papel plegado.
Cuando surgió el papel, en China  casi de inmediato alguien lo cortó, así que el origen del kirigami es milenario.
El kirigami es  arte y la técnica de cortar el papel dibujando con las tijeras. Se diferencia de los "recortables" en que estos últimos necesitan de un trazo o dibujo previo y en el kirigami se recortan las figuras directamente con las tijeras, lo que lo convierte en una técnica muy creativa. Su término deriva de las palabras japonesas kiri, que significa ‘cortar’, y gami, ‘papel’. El kirigami tiene muchas variantes. El kirigami milenario practicado en oriente desarrolla modelos decorativos y muy artísticos. Hay un kirigami arquitectónico que, usando cuchillas, desarrolla modelos muy elaborados. También existe una variante educativa del kirigami, desarrollada especialmente en Sudamérica, la cual se usa como técnica y material educativo. Para ello se han creado dinámicas, juegos y aplicaciones didácticas del recorte de papel.

## Etimología del término
Deriva de las palabras japonesas kiri, que significa ‘cortar’, y gami, ‘papel’.

## Concepto operativo de trabajo didáctico
"Kirigami es el arte de cortar el papel, dibujando con las tijeras, con el fin de lograr el desarrollo de competencias y habilidades integrales de la persona que lo cultiva". Por eso se recomienda no usar lápiz, sino recortar directamente con las tijeras.
Por ello, el kirigami se concibe como un medio, y no como un fin en sí mismo. El objetivo no es saber hacer o no kirigami, sino saber usarlo.

## Historia del kirigami
El papel fue inventado por en China, donde se usaba para escribir y dibujar, y también fue la primera vez que se usó para doblarlo, enrollarlo, y sobre todo, en cortarlo. El papel, por ello, es un invento milenario, logrado a través de un largo tiempo de esfuerzos y experimentaciones se logró fabricarlo.
Pero en los registros históricos de las dinastías chinas mencionan que Cai Lun, eunuco y alto oficial del gobierno, inventó el papel y reportó su invento al emperador en el año 105 d. C. Se desconoce si Cai Lun inventó el papel, perfeccionó un invento anterior o si patrocinó su invención. Se le adoró como el dios de los fabricantes del papel. Este segundo dato nos da una antigüedad mayor de 1800 años.
Los chinos fueron los primeros en recortarlo, ellos producían encajes, de decoraciones para las ventanas con gran precisión y los pintaban con tinta de colores. En la actualidad, en China se sigue recortando el papel con gran maestría, artistas orientales contemporáneos difunden este arte a través del mundo.
El papel recortado alemán llamado Scherenschnitte se desarrolló en los monasterios para decorar casi cualquier cosa, desde cartas de amor hasta certificados bautismales.

## En México
En México el papel fue introducido por los españoles en 1519, del cual nació el arte del papel picado, que se practica con profunda dedicación y se usa para las decoraciones en fiestas públicas, al realizar recortes decorativos para colgar. En la actualidad se concibe como un valioso auxiliar de la educación como un medio de aumentar la creatividad, autoestima y destreza manual del estudiante.
Las comunidades rurales también desarrollan el amate, que es el recorte de papel con fines mágico ceremoniales. Hay constancias de que esta práctica viene desde los tiempos prehispánicos. Se recortan una especie de tapetes simétricos relacionados con situaciones cotidianas de su contexto.
Teniendo como antecedente esta técnica y los logros que se han alcanzado, proponen como una alternativa  los juegos con papel, siendo este un trabajo con papel recortado, rasgado, arrugado y moldeado, etc. La cual nos ayuda en la tarea de construir la autoestima de los niños, pues cada pequeño logro contribuye a aumentar la autoconfianza, las destrezas, actitudes y desarrollo del pensamiento creativo.

## Tipos

### Kirigami artístico, decorativo, o de manualidades

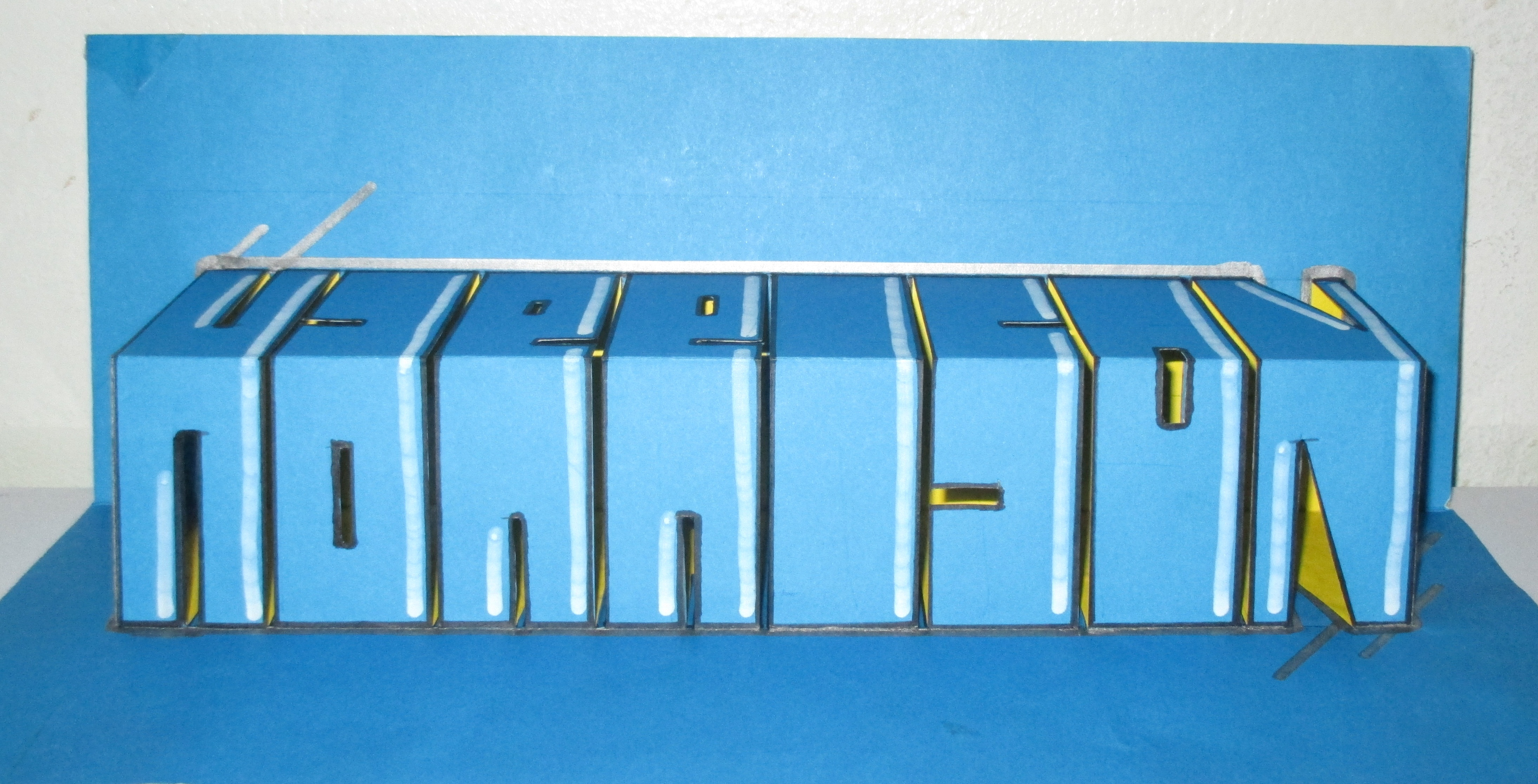
Kirigami nombre.

Se enseña a recortar con tijeras aunque algunos modelos sencillos permiten el uso de cuchillas tomando en cuenta modelos y plantillas. Como producto principal tenemos tarjetas, adornos y manualidades diversas. Desarrolla tapetes, tarjetas y elementos decorativos.

### Kirigami fractal

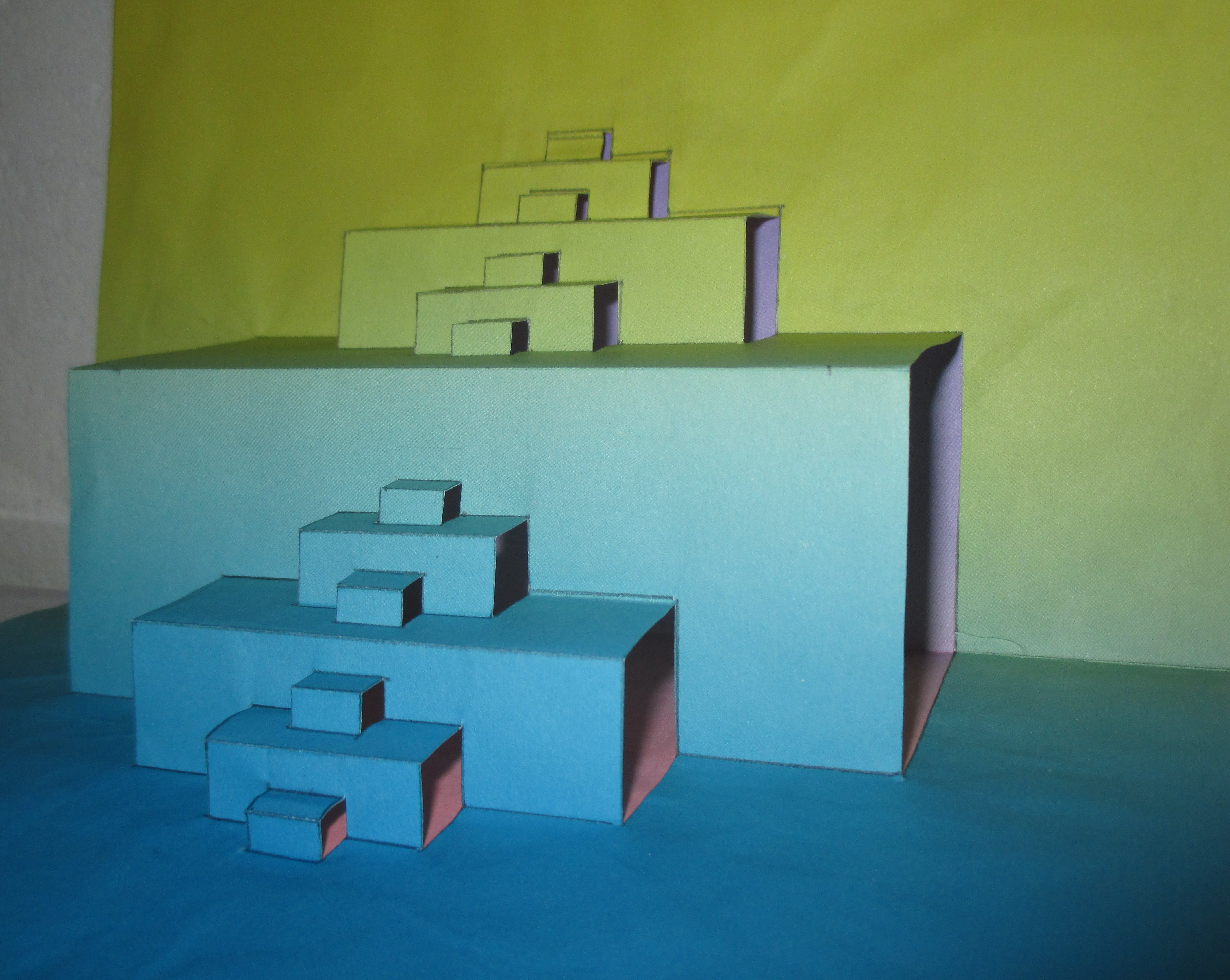
Kirigami básico.

Aunque este tipo de diseño es sencillo, es importante en el correcto aprendizaje de las técnicas utilizadas en el kirigami pues maneja el concepto de los fractales, que consiste en la sucesión y repetición de una imagen semigeométrica a diferentes escalas para crear diseños abstractos y también para crear las bases del kirigami arquitectónico.

### Kirigami arquitectónico

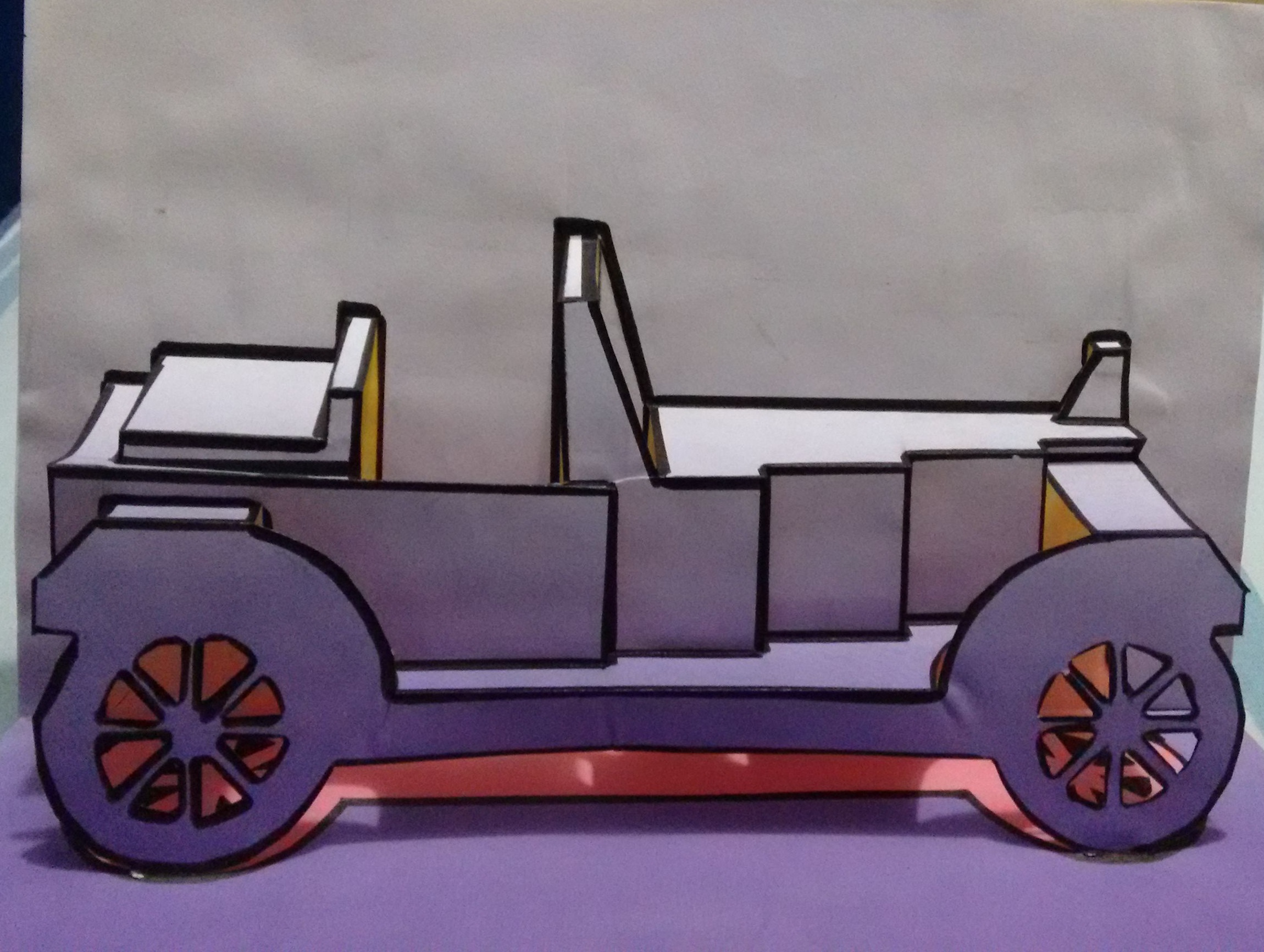
Kirigami carro

Es una variante que usando cuchillas logra trabajos espectaculares. Necesita de mucha concentración y creatividad, y su rango de dificultad es alto, puesto que requiere cierta precisión visual además de ciertas habilidades para el plegado posterior del papel.

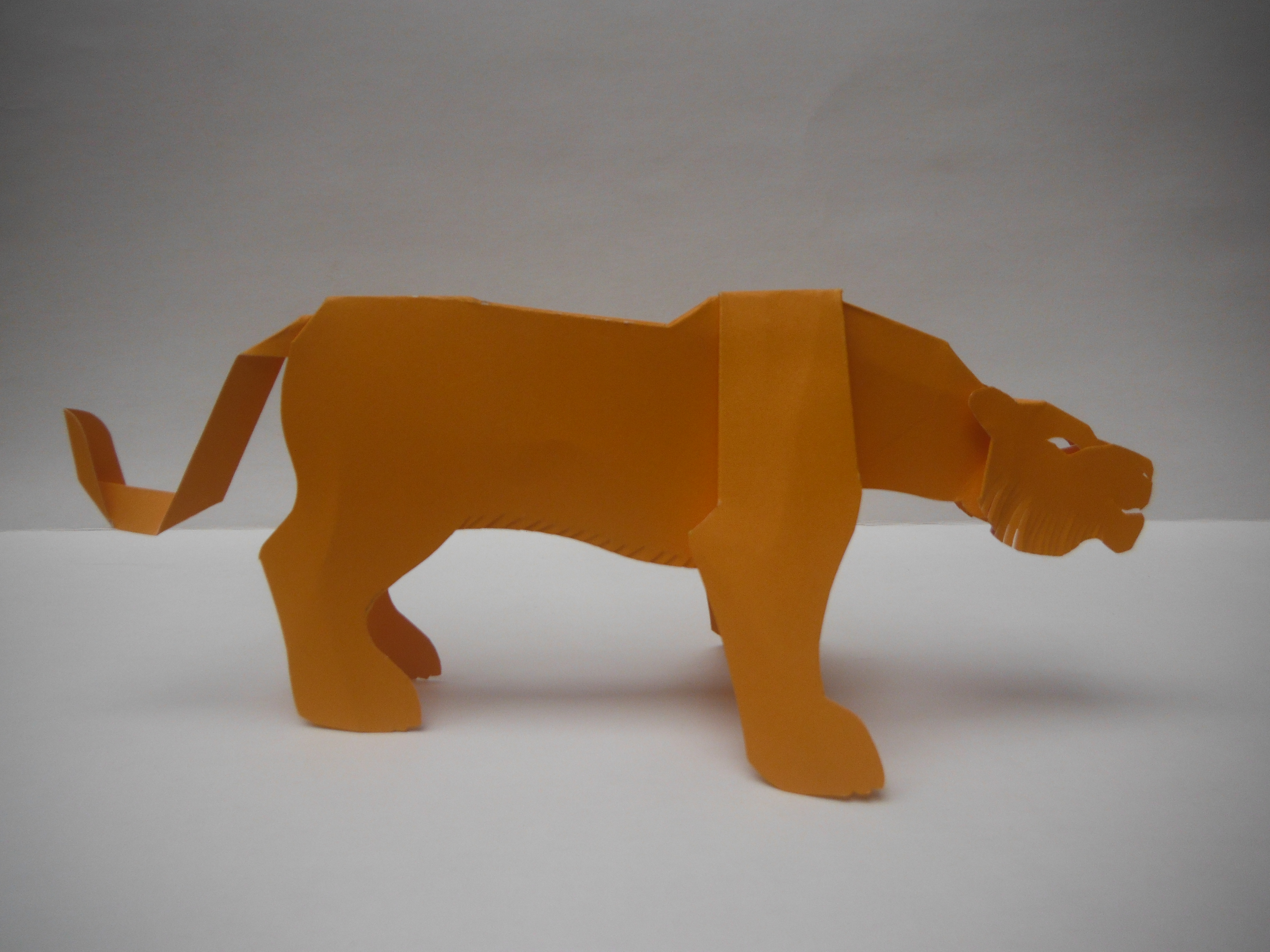
Kirigami móvil.

### Kirigami móvil
Estas figuras tienen la peculiaridad de poseer articulaciones logrados mediante la creación de plegados en las siluetas de papel, que le permiten imitar movimientos específicos, el realismo es impresionante ya que se puede realizar cualquier tipo de articulación y movimiento tanto del cuerpo humano como de animales y fue desarrollada por el profesor Antony Llanos Sánchez.
Esta técnica particular de kirigami viene siendo utilizada en diversos colegios con mucho éxito pues, es mucho más divertido aprender de una figura en movimiento que de un dibujo, mientras con un dibujo se ilustra, con una figura móvil o articulada se puede experimentar, y es la razón por la que funciona mejor que los flash cards.
Son muy buenos los resultados en la estimulación de la coordinación motora fina y gruesa, concentración y atención, creatividad, percepción visual, planificación mental.
Viene siendo aplicado con éxito, como técnica de refuerzo en diversas áreas, desarrollándose talleres para niños con diversos problemas o desórdenes de aprendizaje (TDAH).

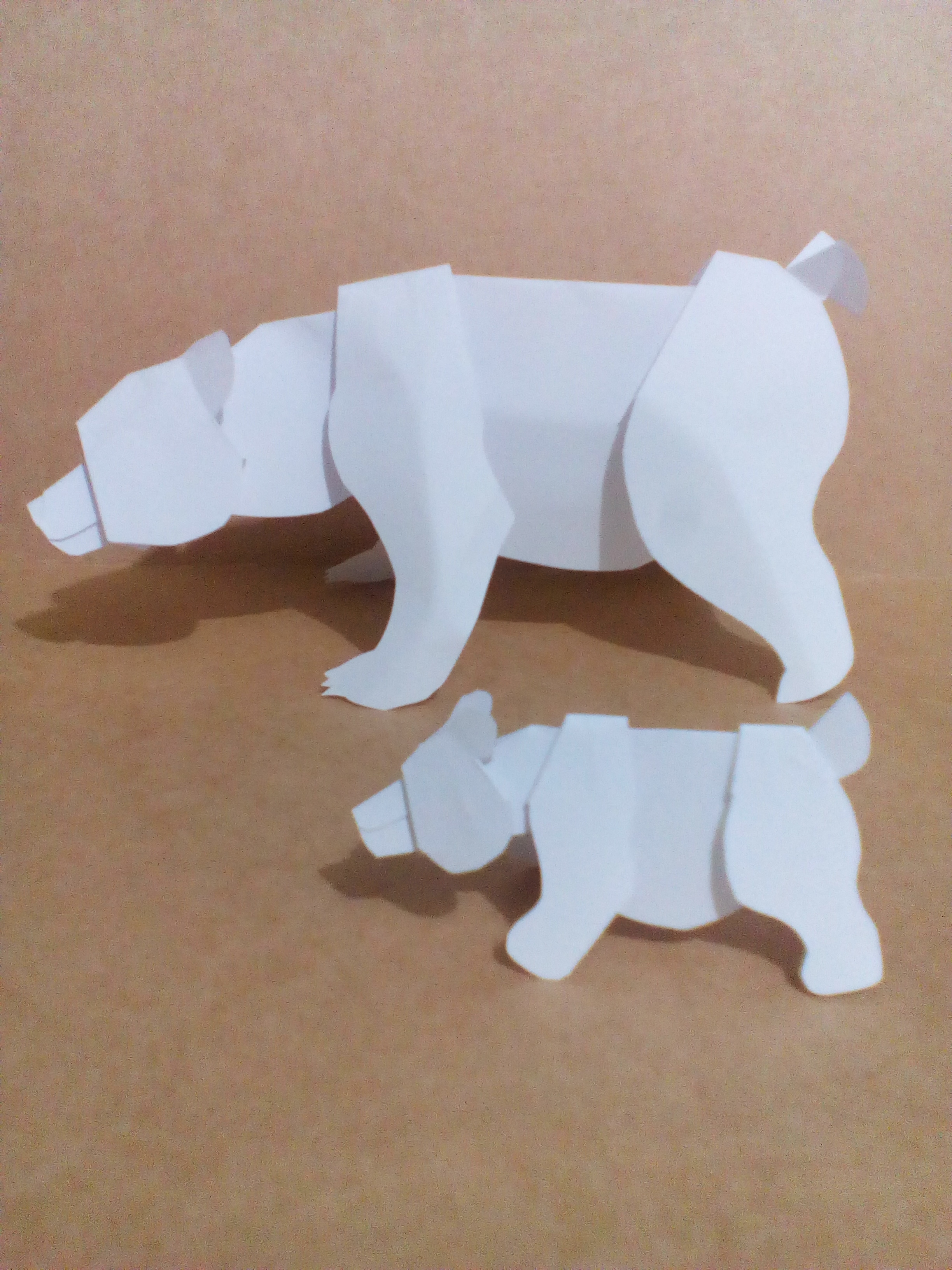
Kirigami Móvil, Figura articulada.

### Kirigami educativo
En el segundo tipo de kirigami, es más importante su uso como material educativo, para lo cual se usa en su aprendizaje y aplicación a muchas dinámicas y juegos, usando el papel recortado.
El kirigami educativo nació en los niveles de inicial y primaria, pero desde el año 2004 se viene aplicando con fuerza en el nivel de secundaria, en todas las asignaturas y materias En el año 2009 se empezó a aplicar en la enseñanza del nivel universitario. Fue desarrollado y promovido por el docente universitario José Castillo (Perú). Se usan por ejemplo las maquetas desplegables de papel para mostrar información sobre zoología, por ejemplo. Pero el más usando es el "organizador dinámico del conocimiento", que es elaborado recortando cartulina y articulándola. De ese modo obtenemos mapas mentales dinámicos, que se mueven y muestran la información de manera gradual y son muy útiles para exponer diferentes temas en el aula.
Derivado del kirigami surgieron los "organizadores dinámicos del conocimiento"(véase mapa dinámico), que son una variante en papel articulado de los mapas mentales u organizadores gráficos. A su vez los organizadores dinámicos dieron lugar al "maquimedia", una alternativa para lograr exposiciones exitosas.
El Diseño Curricular Nacional Peruano del año 2009, revaloriza estas técnicas de trabajo con papel. Después de muchos años, menciona de manera explícita al "recorte y plegado de papel" como actividades a realizar en el campo artístico en educación, dando un nuevo impulso al desarrollo de estas actividades. En los diseños anteriores se mencionaba, basado en la suposición de que los profesores siempre cortaban. La experiencia de dictado de talleres en varios países de iberoamérica nos dice que estamos descuidando el uso del recorte como recurso educativo.
Al aplicar el kirigami en educación, había ocasiones en las que los participantes no tenían sus tijeras. En esos talleres nació el makigami, que podemos entenderlo como un "kirigami sin tijeras", pues solamente usamos nuestras manos para crear figuras en el papel.

## Técnicas en el proceso del kirigami
Existen diferentes técnicas que se usan en la creación del kirigami puesto, que al ser una categoría de arte, cada autor usa sus propios métodos o la adaptación de otros, pero algunos de los más conocidos y más usados son:
- Cortar y girar: la finalidad de esta técnica busca crear modelos que den el efecto de tercera dimensión, y se compone de cortes y dobleces estratégicos para crear este efecto. Dentro de esta técnica también existen ciertas variaciones, una de estas se puede considerar como los diseños concéntricos, que consisten en realizar diseños abstractos haciendo uso de figuras geométricas para crear móviles o algunas ilusiones ópticas. Este tipo de modelos son muy útiles en el campo del kirigami artístico.

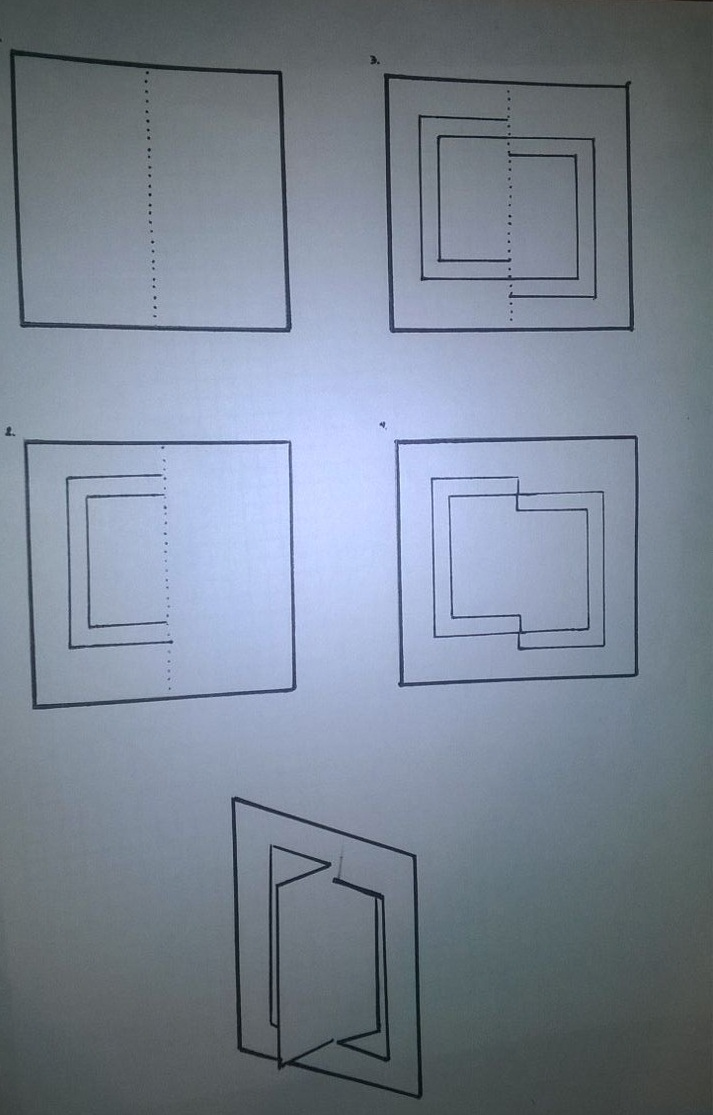
Técnica kirigami: cortar y girar.

- Cortar y separar: esta técnica busca resaltar un contenido principal de cada modelo, pues en estos diseños solo se realiza un doblez, sea para resaltar alguna figura o hacer mayor énfasis en ciertos detalles del modelo. Esta técnica es muy usada en la creación de tarjetas y también es una eficaz forma para ayudar en el aprendizaje.

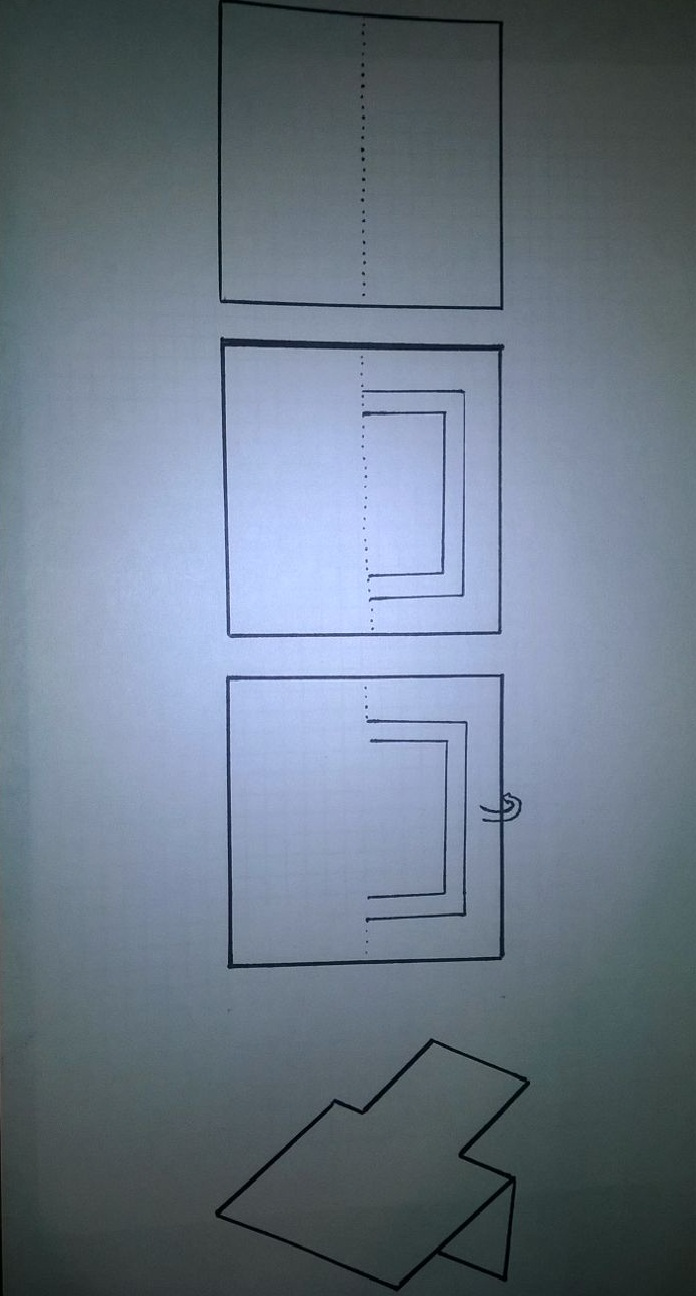
Técnica de kirigami: cortar y separar.

- Troquelados: esta técnica presenta un mayor grado de dificultad, puesto que lo que se busca en ella es romper la simetría de las figuras plasmadas en el modelo y requiere un grado mayor de concentración, análisis y destreza. Siendo muy útil en el kirigami arquitectónico, puesto que sirve en la creación de avanzadas estructuras.

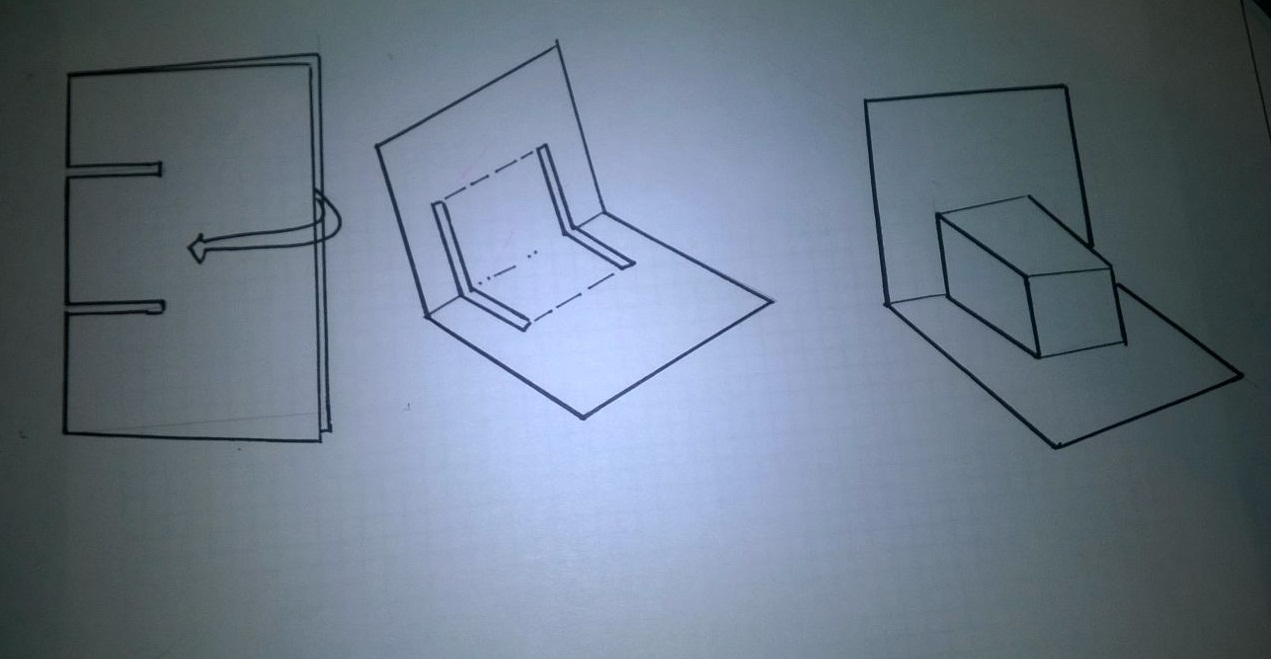
Técnica de kirigami: troquelados.

## Ventajas del uso del kirigami
- Una de las ventajas de practicarlo es la indudable mejora de nuestra coordinación motora fina, así quien sea constante con la práctica, aprende a mejorar notablemente la destreza manual que le permite escribir, dibujar y colorear.
- Otra de las ventajas es el desarrollo de la Coordinación motora gruesa, que significa una mejora en el modo en el que usamos nuestras manos al mover ciertos objetos o manipularlos, con mayor cuidado y mayor destreza.
- Un problema cada vez más común es el de atención dispersa, que no es más que una dificultad de atención ante una clase, o tarea. Los trabajos con Kirigami requieren un alto grado de concentración y práctica que demandan atención educativa, de esa manera el problema se va reduciendo hasta simplemente desaparecer.
- Autoestima, así es pues al hacer trabajos descubrirá que existen muchas maneras de lograr un resultado. Esto influye en la capacidad de resolver ciertos problemas, con ideas propias, mostrándose más seguro en la toma de sus decisiones con mayor seguridad.
- A la vez influye en el modo en la interacción social, muchos niños tienen problemas para socializar con sus compañeros, al mostrarse más seguro es común que el niño comparta con emoción sus trabajos, perdiendo el temor, y mostrándose más accesible a comunicarse.

## Temas interesantes de kirigami
- A Hans Christian Andersen, el autor de los cuentos "infantiles" le gustaba recortar figuras de papel y los empleaba frecuentemente al contar una historia. Y algunos de sus recortes los usaba como soporte para escribir textos cortos.
- El kirigami es un estilo artístico que ha ido ganando fuerza en Latinoamérica, puesto que es una técnica muy útil en la formación escolar, además de que se puede aplicar en cualquier etapa de desarrollo, mejorando de gran manera las destrezas y habilidades de quien la practica.